# St. Stephan (Tigerfeld)

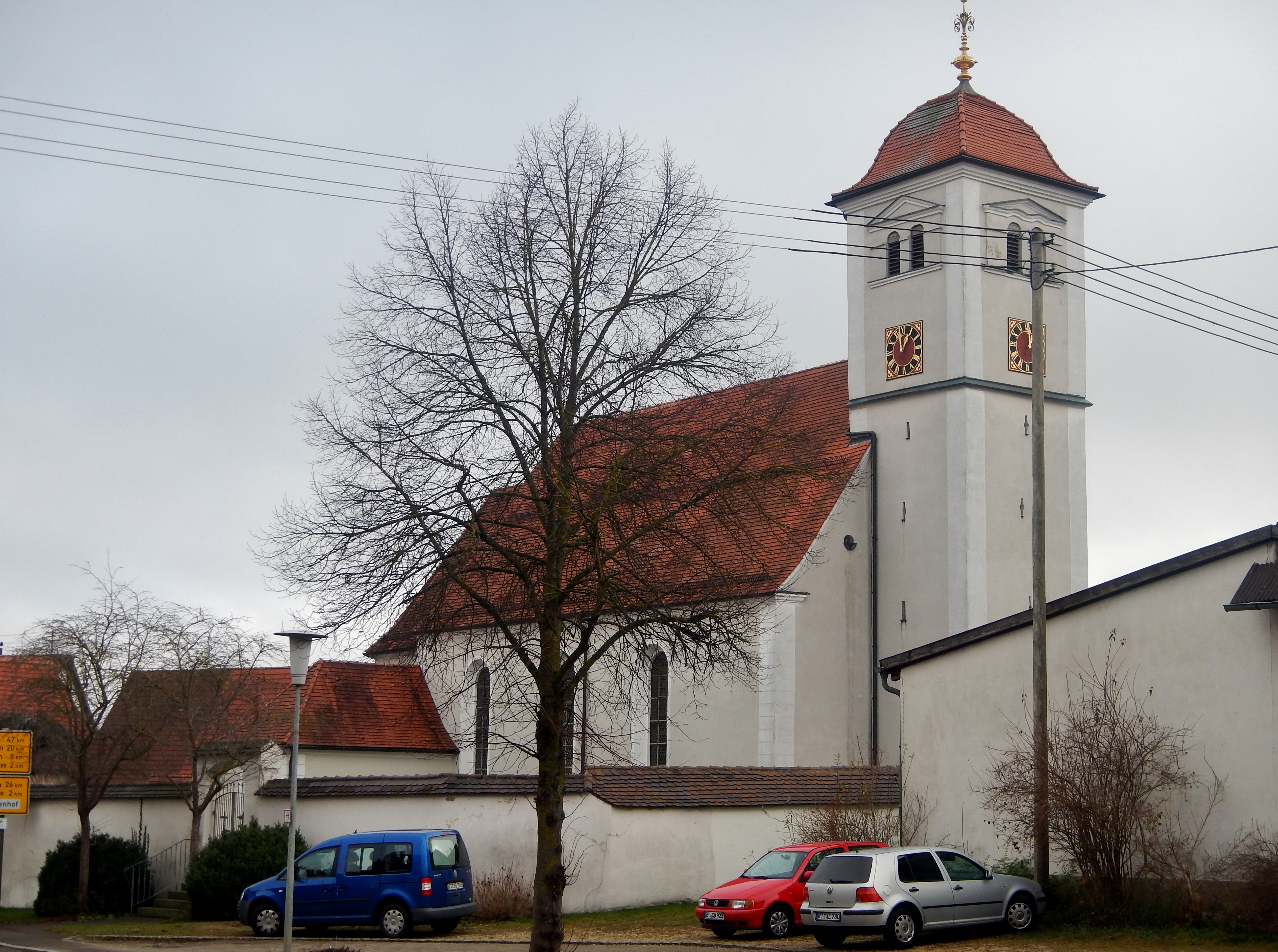
St. Stephan in Tigerfeld

Die römisch-katholische Pfarrkirche St. Stephan steht in Tigerfeld, einem Gemeindeteil der Gemeinde Pfronstetten im Landkreis Reutlingen in Baden-Württemberg. Die Kirchengemeinde gehört zum Dekanat Reutlingen-Zwiefalten in der Diözese Rottenburg-Stuttgart. Das Bauwerk ist beim Landesamt für Denkmalpflege Baden-Württemberg als Baudenkmal eingetragen.

## Beschreibung
Die im Kern gotische Saalkirche wurde 1698 nach einem Entwurf von Franz Beer umgebaut. Sie besteht aus einem Langhaus, einem eingezogenen, dreiseitig geschlossenen Chor im Osten und einem Fassadenturm im Westen, dessen untere Geschosse mit den Schießscharten vom Vorgängerbau erhalten blieben. Er wurde mit zwei Geschossen aufgestockt, das untere beherbergt die Turmuhr, das obere hinter den als Biforien gestalteten Klangarkaden den Glockenstuhl beherbergt, und mit einer Glockenhaube bedeckt. Die Innenräume sind mit Flachdecken überspannt, deren vier Medaillons im Chor um 1767 von Andreas Meinrad von Ow mit den vier damals bekannten Erdteilen Europa, Asien, Afrika und Amerika bemalt wurden. Diese umgeben ein größeres Medaillon in der Mitte, in dem die drei göttlichen Tugenden Glaube, Liebe und Hoffnung dargestellt sind. Die Bilder im Langhaus zeigen Motive aus dem Leben des heiligen Stephanus. Zur Kirchenausstattung gehören ein neobarocker Hochaltar und eine Kreuzigungsgruppe, die Dominikus Hermengild Herberger zugeschrieben wird. Eine von Gruol & Blessing gebaute Orgel wurde 1864 aufgestellt.